# بول راي
بول راي (بالإنجليزية: Paul Rae)‏ هو مؤدي وممثل أمريكي، ولد في 27 يونيو 1968 بنيو أورلينز في الولايات المتحدة.

## أعمال

### أفلام
- (2005) المدرب كارتر[5]
- (2007) التالي[6]
- (2008) دبليو
- (2010) عزم حقيقي[7]
- (2013) منشار تكساس 3 دي[8]

### مسلسلات
- رجال ماد
- التحقيق في موقع الجريمة
- هاوس

## وصلات خارجية
- بول راي على موقع IMDb (الإنجليزية)
- بول راي على موقع قاعدة بيانات الأفلام العربية
- بول راي على موقع ألو سيني (الفرنسية)
- بول راي على موقع أول موفي (الإنجليزية)
- بول راي على موقع قاعدة بيانات الأفلام السويدية (السويدية)
- بول راي على موقع قاعدة بيانات الفيلم (الإنجليزية)
- بول راي على موقع كينوبويسك (الروسية)